# Idaea bustilloi
Idaea bustilloi là một loài bướm đêm trong họ Geometridae.